# Antonio Maspes
Antonio Maspes (Cesano Maderno, 14 gennaio 1932 – Milano, 19 ottobre 2000) è stato un pistard e dirigente sportivo italiano, medaglia di bronzo nel tandem ai Giochi olimpici di Helsinki del 1952.
Professionista dal 1952 al 1968, fu sette volte campione del mondo e dieci volte campione italiano nella velocità.

## Carriera

### Inizi
Si appassiona alla pista a partire dall'età di quattordici anni, quando entra al velodromo Vigorelli attirato dal rombo delle moto usate nelle gare degli stayer. Inizia presto a correre e, per partecipare e vincere un campionato minore nel 1947, trucca la data di nascita. Conquista il titolo italiano di velocità e di tandem nella categoria allievi.

### Dilettante
Passato nei dilettanti, vince il titolo italiano di velocità nel 1949 battendo il più anziano Enzo Sacchi. Il fiorentino lo supera poi nella finale tricolore del 1950 mentre, nel 1951, Maspes deve accontentarsi del terzo posto dietro anche a Marino Morettini. Conquista, peraltro, il titolo italiano nel tandem nel 1951, in coppia con Vittorio Valesi. Per tali risultati, a difendere la maglia azzurra nella velocità, ai Giochi olimpici di Helsinki del 1952, gli si preferisce Sacchi che, nel frattempo si era laureato Campione del mondo e poi vincerà la medaglia d'oro. Maspes è comunque convocato per la specialità tandem dove, in coppia con Cesare Pinarello, conquista la medaglia di bronzo.

### Professionista

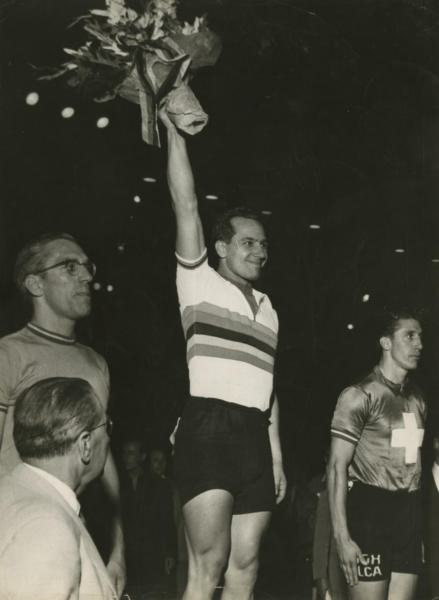
Maspes conquista il suo primo titolo mondiale (Milano, 1955)

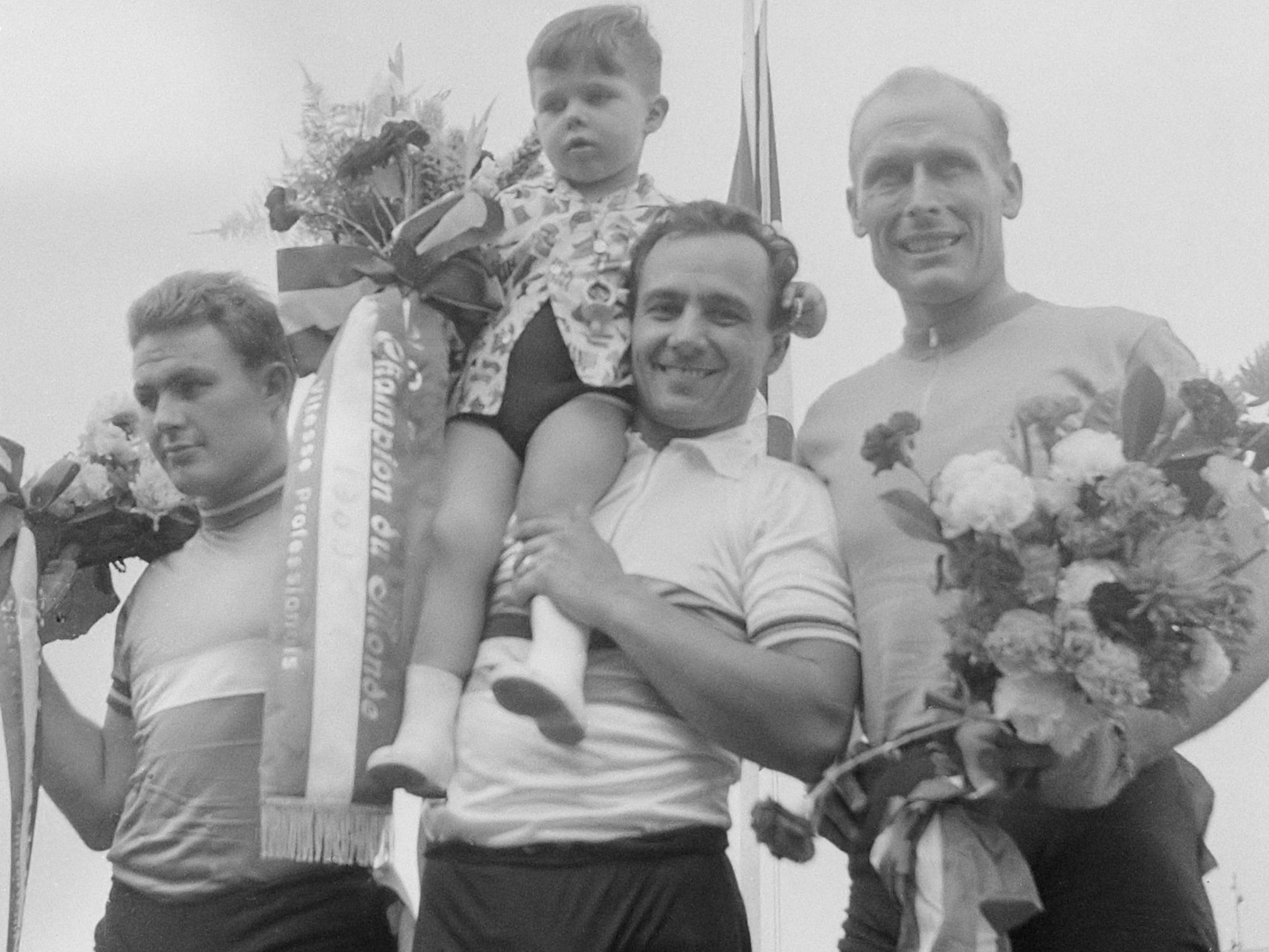
Maspes sul podio mondiale di Amsterdam 1959, tra Rousseau (a sinistra) e l'olandese Derksen

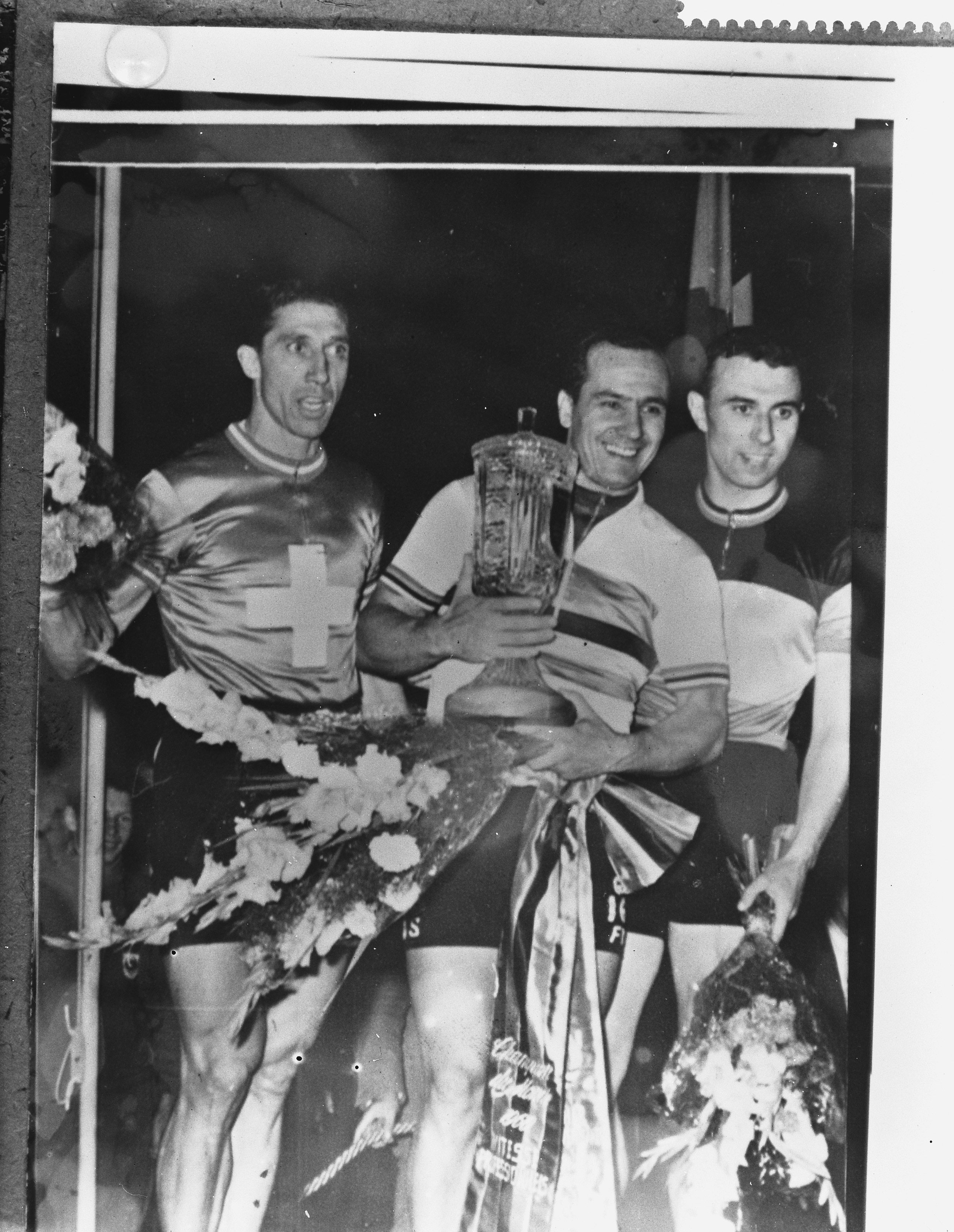
Maspes premiato per il suo quarto titolo mondiale (Lipsia, 1960) tra lo svizzero Plattner (a sinistra) e l'olandese De Bakker

Passa professionista a fine 1952 e, a Firenze, conquista subito la prima maglia tricolore da professionista nella velocità, che vincerà per altre nove volte. Nel 1953 e nel 1954 si prende la rivincita sul rivale Sacchi, battendolo in finale per il titolo italiano.
Nel 1955, sulla pista casalinga del Vigorelli, cede in semifinale a Mario Ghella e deve accontentarsi del terzo posto. Pochi giorni dopo, però, sulla stessa pista compie il primo dei suoi sette capolavori, conquistando il titolo iridato, battendo lo svizzero Oscar Plattner. L'anno successivo fa doppietta, conquistando il quarto titolo italiano e, a Copenaghen, la seconda maglia iridata sul già quattro volte campione mondiale britannico Reg Harris. 
Dopo aver conquistato la maglia tricolore anche nel 1957, gli si para davanti, a livello mondiale, la figura del neo campione olimpico Michel Rousseau, che si aggiudica l'iride per due anni consecutivi. La resa dei conti, tra i due, avviene nella finale mondiale di Amsterdam 1959, dove il milanese batte in finale il transalpino, conquistando la sua terza maglia iridata. 
La quarta arriva l'anno dopo, a Lipsia, battendo ancora in finale lo svizzero Plattner. Nel frattempo, Maspes trova il tempo di aggiudicarsi altre due maglie di campione italiano della velocità, nel 1959 e nel 1960. 
Il 20 luglio 1960, in una riunione pre-olimpica al nuovo Velodromo Olimpico di Roma, con 10"8 stabilisce il record mondiale sui 200 metri lanciati, abbassando di due decimi il precedente record dell'olandese Van Vliet che resisteva dal 1956. Uguaglia il suo primato nella finale dei Campionati del mondo del 1961 a Zurigo, battendo nuovamente Michel Rousseau dopo che nella prima prova i due ciclisti erano stati impegnati in un surplace di 26 minuti e 26 secondi. 
Un altro grande rivale si profila però all'orizzonte del milaneseː quel Sante Gaiardoni che, ai Giochi olimpici di Roma 1960, aveva vinto l'oro sia nella velocità, sia nel chilometro da fermo, stabilendo il record mondiale con 1'07"27, alla media di 53.493 kmh. I primi duelli sono a favore di Maspes che, nel 1961, batte in finale il rivale ai Campionati italiani. L'anno successivo, Gaiardoni deve accontentarsi della medaglia d'argento dietro al milanese sia ai Campionati del mondo, disputati al  Vigorelli che ai Campionati italiani. 
Nel 1963, sulla pista di Rocourt, invece, è proprio Gaiardoni a sconfiggere il milanese, aggiudicandosi la maglia iridata. Magra consolazione per Maspes la vittoria ai Campionati nazionali, battendo in finale il campione olimpico. 
L'anno dopo, proprio al Vigorelli, Gaiardoni batte Maspes in finale ai Campionati italianima il 1964 è l'anno della conquista del Graal, per Antonio Maspes. A Parigi batte in finale l'australiano Ron Baensch e vince il settimo titolo mondiale nella velocità, eguagliando il primato detenuto del belga Joseph Scherens. Il record fu superato solo negli anni ottanta, dalle dieci vittorie del giapponese Koichi Nakano. 
Il velodromo della capitale francese è particolarmente favorevole al fuoriclasse milanese che conta, fra le sue vittorie, cinque Gran Premi di Parigi consecutivi. 
Inizia però la parabola discendente anche per Antonio Maspes. Il suo canto del cigno è la decima maglia tricolore, ottenuta nel 1965, battendo ancora una volta in finale Sante Gaiardoni. Al mondiale, il campione uscente è eliminato in semifinale tra le polemiche da Patrick Sercu. Vince facilmente la prima prova poi subisce una spallata dall'avversario che si aggiudica la seconda prova sul filo del traguardo e sporge reclamo, che non viene accolto. Il risultato è quello di avvelenare ancor più l'ambiente. Sercu, innervosito dai tifosi del milanese, lo manda a gambe all'aria durante la terza prova. Anche stavolta il reclamo non viene accolto e Maspes, ricoverato in ospedale, non è in grado di correre la finale per il terzo posto.
Da adesso in poi, la nuova generazione dei Beghetto e dei Sercu, che si aggiudicano il mondiale della velocità tra il 1965 e il 1968, mettono in ombra l'anziano campione. Per un infortunio, il milanese non partecipa ai mondiali del 1966. Nel 1967, all'età di 35 anni, ottiene ancora una medaglia d'argento ai Campionati italiani e un quarto posto ai campionati del mondo. L'anno dopo non è neppure convocato e appende definitivamente la bicicletta al chiodo.

### Dopo il ritiro
Ricoprì alcuni incarichi federali, fra cui quello di Commissario tecnico della nazionale di ciclismo maschile su pista dell'Italia (per breve tempo) e responsabile tecnico del velodromo Vigorelli. 
Si spense nell'ottobre 2000, all'età di 68 anni. È sepolto nella Cripta del Famedio del Cimitero Monumentale di Milano. 
Alla sua morte gli fu cointitolata la pista milanese.

## Palmarès

### Strada
- 1948

Coppa Caldirola (dilettanti)

### Pista
- 1949

Campionati italiani, Velocità Dilettanti
- 1951

Campionati italiani, Tandem (con Vittorio Valesi)
- 1952

Campionati italiani, Velocità Dilettanti
Campionati italiani, Velocità
- 1953

Campionati italiani, Velocità
- 1954

Campionati italiani, Velocità
- 1955

Campionati del mondo, Velocità
- 1956

Campionati italiani, Velocità
Campionati del mondo, Velocità
- 1957

Campionati italiani, Velocità
- 1959

Campionati italiani, Velocità
Campionati del mondo, Velocità
- 1960

GP Copenhagen, Velocità
GP de Paris, Velocità
Campionati italiani, Velocità
Campionati del mondo, Velocità
- 1961

GP Copenhagen, Velocità
GP de Paris, Velocità
Campionati italiani, Velocità
Campionati del mondo, Velocità
- 1962

GP Copenhagen, Velocità
GP de Paris, Velocità
Campionati italiani, Velocità
Campionati del mondo, Velocità
- 1963

GP de Paris, Velocità
Campionati europei, Velocità
Campionati italiani, Velocità
- 1964

GP de Paris, Velocità
Campionati del mondo, Velocità
- 1965

Campionati italiani, Velocità

## Piazzamenti

### Competizioni mondiali
- Campionati del mondo

Milano 1955 - Velocità: vincitore
Copenaghen 1956 - Velocità: vincitore
Rocourt 1957 - Velocità: 4º
Parigi 1958 - Velocità: 3º
Amsterdam 1959 - Velocità: vincitore
Lipsia 1960 - Velocità: vincitore
Zurigo 1961 - Velocità: vincitore
Milano 1962 - Velocità: vincitore
Rocourt 1963 - Velocità: 2º
Parigi 1964 - Velocità: vincitore
Amsterdam 1967 - Velocità: 4º
Giochi olimpici
Helsinki 1952 - Tandem: 3º

### Competizioni europee
- Campionati europei

Belgio 1955 - Velocità: 5°
Belgio 1956 - Velocità: 2°
Italia 1962 - Velocità: 2°
Italia 1963 - Velocità: vincitore 

## Nella cultura di massa
Antonio Maspes partecipò nel 1964 insieme a Luciano Sangiorgi e Franco Cassano a una serie di sketch della trasmissione pubblicitaria televisiva Carosello, pubblicizzando gli elettrodomestici della Ignis.

## Riconoscimenti
- Nel maggio 2015, una targa a lui dedicata fu inserita nella Walk of Fame dello sport italiano a Roma, riservata agli ex-atleti italiani che si sono distinti in campo internazionale.[23][24]